# Форрест Гамп (персонаж)
Фо́ррест Гамп (англ. Forrest Gump) — вымышленный персонаж, который впервые появился в 1986 году в одноимённом романе Уинстона Грума.
В 1994 году вышел фильм Роберта Земекиса «Форрест Гамп». Форреста сыграл Том Хэнкс, за что был удостоен премии «Оскар» за лучшую мужскую роль. Форрест в романе заметно отличается от Форреста в фильме; в фильме Форрест изображается, по существу, как героический персонаж, который сталкивается с множеством неудач и несчастий, но сохраняет сочувствие и веру в светлое будущее. Он пытается помочь каждому, кого он встречает, несмотря на свою сильную наивность. 

В 1995 году он снова появляется в продолжении романа — «Гамп и компания» (англ. Gump and Co.).
В 2008 году Форрест Гамп занял 20-е место среди «Величайших героев всех врёмен» по версии журнала «Empire».

## Биография вымышленного персонажа

### Ранние годы
Форрест родился возле маленького городка Гринбоу, штат Алабама, 6 июня 1945 года. Отца не было рядом с ним, и мать сказала ему, что отец в отпуске. Мать назвала Форреста в честь своего предка Натаниэля Бедфорда Форреста, шотландско-ирландского американца, известного генерала Конфедерации в Гражданской войне и Второго Великого магистра Ку-клукс-клана. Она дала ему такое имя как напоминание о том, что «иногда мы все делаем то, что, ну, просто не имеет смысла».
Форрест родился с сильными ногами, но с кривым позвоночником. Он был вынужден носить опоры для ног, которые затрудняли ходьбу и делали почти невозможным бег. У него также был относительно низкий IQ — 75, что чуть не помешало ему пойти учиться в государственную школу. Его маме удалось заставить директора пересмотреть решение, переспав с ним. Несмотря на его физические и умственные проблемы, мать Форреста сказала ему, чтобы он не позволял никому оскорблять себя, что он другой, что «глупый тот, кто делает глупости».
Форрест и его мать жили в большом доме недалеко от города Гринбоу. Они зарабатывали деньги, сдавая комнаты путешественникам. Одним из их гостей был молодой Элвис Пресли. Форрест любил танцевать под музыку Элвиса, а его опоры для ног придавали ему уникальный танцевальный стиль, который вдохновил Элвиса на «тазобедренный танец» под песню «Hound Dog».
Во время поездки на школьном автобусе в первый день обучения Форрест познакомился с Дженни Карран и влюбился в неё с первого взгляда. «Я никогда не видел ничего прекрасного в своей жизни, — сказал он позже, — она была похожа на ангела». Они стали близкими друзьями, часто играя вокруг большого дерева. Форрест описал свои отношения с Дженни, сказав: «Мы с Дженни были похожи на горох и морковь». Дженни была одной из немногих, кроме матери, которые принимали Форреста таким, какой он есть, она помогла ему научиться читать и противостоять хулиганам, которые его преследовали. Однако семейная жизнь Дженни была не так счастлива, как у Форреста: её мать умерла, когда ей было пять лет, а отец был алкоголиком, который приставал к своим детям (пока Дженни не увезли жить к бабушке).
Однажды группа хулиганов бросала камни в Форреста, и один из камней порезал ему лоб. Дженни сказала Форресту просто бежать, что он и сделал, а хулиганы погнались за ним на велосипедах. Когда Форрест изо всех сил пытался убежать, его ножные скобы развалились, после чего он смог бежать невероятно быстро. Он больше никогда не носил опоры для ног и с тех пор, куда бы ни направлялся, он делал это бегом.

### Колледж
Форрест и Дженни оставались близкими друзьями и в средней школе. Однажды, убегая от хулиганов, он прервал футбольную тренировку местной средней школы, пробежав через поле быстрее, чем все игроки. Этот инцидент привлёк внимание тренера по американскому футболу Алабамского университета Пола Брайанта, который был на тренировке, подыскивая перспективных футболистов. После того, как его невероятные беговые способности произвели впечатление на тренера, Форрест получил футбольную стипендию в Алабамском университете, где его скорость помогла им выиграть несколько игр. Он играл в течение пяти лет, был членом общеамериканской команды и встретился с президентом Джоном Кеннеди в Белом доме. Когда президент спросил его, как он себя чувствует, Форрест (выпив около пятнадцати бутылок «Dr Pepper») дал честный ответ: «Я хочу писать».
Форрест также присутствовал в университете в момент отмены сегрегации и наблюдал инцидент с губернатором Джорджа Уоллеса, пытавшимся предотвратить вход в здание Университета Алабамы его первых чернокожих студентов. В то время как несколько граждан издевались над чернокожими студентами, входящими в кампус, Форрест, не совсем понимающий ситуацию, просто подошёл к Вивиан Мэлоун и подал ей книгу, которую она уронила, сказав: «Мэм? Вы уронили свою книгу… мэм?». Он проследовал за ней и Джеймсом Худом в школу, заставив его тренеров следить за инцидентом с недоверием.

### Армия
Во время учёбы в колледже в 1967 году к Форресту подошёл армейский рекрутёр, который спросил, не думал ли он о своём будущем. Вскоре Гамп присоединится к армии США. На автобусе, едущем в учебный лагерь, Форрест встретил Бенджамина Буфорда Блю, молодого чернокожего из Баю-Ла-Батр, штат Алабама, по прозвищу «Бабба». Он рассказал Форресту о семейной истории приготовления креветок и о том, как он планирует купить лодку для ловли креветок после увольнения из армии. Бабба объясняет Форресту, что он любит все виды креветок и оглашает длинный список разных типов, причём Гамп единственный, кто действительно его слушает.
Форрест преуспел в армии, так как хорошо следил за порядком, установил новый рекорд роты по сборке винтовки M14. Его сержант регулярно выделял Гампа в качестве примера для других новобранцев, отмечая, что он будет генералом армии. Тем временем Дженни, вылетевшая из школы за то, что надела школьный свитер во время позирования для журнала «Playboy», получила работу обнажённой певицы в стриптиз-клубе Мемфиса, штат Теннесси под сценическим именем Бобби Дилан. Форрест отправляется навестить её в клубе и дерётся с некоторыми клиентами, которые издеваются над ней во время выступления. Во время спора, который состоялся вскоре после этого, Форрест говорит Дженни, что любит её, но Дженни отвечает, что она «не знает, что такое любовь». Гамп рассказывает ей, что он призван на Вьетнамскую войну. Дженни просит его не пытаться быть храбрым, если он когда-либо будет в беде и просто убегать вместо этого.
Во Вьетнаме Форрест и Бабба знакомятся с командиром их взвода лейтенантом Дэном Тейлором, которого Гамп называет «лейтенант Дэн». Во время патрулирования Бабба предлагает Форресту войти в его креветочный бизнес после возвращения из армии и Гамп соглашается.
После нескольких месяцев бездействия во время сезона тропических дождей, на марше их взвод попал в засаду Вьетконга, несколько солдат были ранены и убиты. В замешательстве Форрест был отделён от остальной части своего взвода, но он побежал назад, чтобы найти Баббу. Вместо этого Гамп находит лейтенанта Дэна и нескольких других раненых солдат и относит их в безопасное место. Форрест, наконец, находит тяжело раненого Баббу и успевает вынести его с места боевых действий, прежде чем туда был нанесён воздушный удар напалма. К сожалению, Бабба умирает вскоре от полученных ранений. Его последними словами были «Я хочу пойти домой».
Сам Форрест был ранен в ягодицы во время перестрелки и вернулся в военный медицинский центр в Сайгоне, где лейтенант Дэн лежал в соседней кровати, потеряв ноги из-за ранений. Он сердился на Форреста за то, что он спас его, чем нарушил его планы с честью погибнуть в бою, как все его предки-военные, и обрёк его на жизнь инвалида.

### Вашингтон
Форрест был награждён высшей боевой наградой США — медалью Почёта, получив её из рук президента Линдона Джонсона. На церемонии награждения Джонсон спросил его, в какое место его ранили и хотел бы взглянуть на это; в ответ на это Гамп снял штаны и показал след от ранения. Президент, не став продолжать разговор, просто улыбнулся и ушёл.
Вскоре после этого Форрест отправился на экскурсию по Вашингтону и случайно оказался среди группы ветеранов, присутствовавших на антивоенном митинге под руководством Эбби Хоффмана. Выступая на митинге, который был грубо прекращён полицейским, он встречается с Дженни, которая к тому времени стала хиппи. Форресту не нравится её новый бойфренд Уэсли, президент Демократического общества студентов Беркли, и избивает его после того, как видит, что он ударил Дженни во время спора на собрании партии «Чёрные пантеры». Дженни всю ночь рассказывает Форресту о своих путешествиях. Прежде чем они расходятся, Форрест дарит Дженни свою Медаль Почёта, говоря: «Я получил это, только делая то, что ты сказала мне делать».

### Пинг-понг
В 1969 году Форрест присоединился к специальным службам армии, где он развлекал раненых военных ветеранов навыками игры в пинг-понг. Его исключительные успехи в данном спорте дают ему место в общеамериканской команде, с которой он путешествует по Китаю во время так называемой пинг-понговой дипломатии в начале 70-х годов. По возвращении Гамп становится национальной знаменитостью, «знаменитей, даже чем капитан Кенгуру». Его приглашают в Нью-Йорк на шоу Дика Кэветта, где также присутствует Джон Леннон. Слыша как Форрест, говорит во время интервью о том, что у китайцев «нет собственности» и «нет религии», Леннон вдохновляется написать песню «Imagine».
Вскоре после этого Гамп воссоединяется с лейтенантом Дэном, который к этому времени стал алкоголиком, потерявшим всякую веру в Бога. Дэн удивлён тем, что такой «идиот», как Форрест, мог получить Медаль Почёта и унизить себя перед Соединенными Штатами. Во время празднования нового 1971 года Гамп убеждает лейтенанта присоединиться к нему в креветочном бизнесе в качестве его первого помощника, чтобы выполнить своё обещание, данное Баббе ранее во Вьетнаме. Затем Дэн приглашает двух проституток на свою новогоднюю вечеринку, но в итоге выгоняет их из своей квартиры за оскорбления Форреста, когда тот отказывается от их услуг. Гамп приносит извинения лейтенанту за то, что испортил вечеринку, а тот в ответ просто желает Форресту счастливого Нового года.
В июне 1972 года Гамп был приглашён в составе сборной США по пинг-понгу в Белый дом, где он встречается с президентом Ричардом Никсоном, который предлагает ему остановиться в отеле Уотергейт. В ту ночь Форрест был разбужен группой людей с фонарями, вломившимися в неосвещённый офис. Ошибочно приняв этих людей за электриков, исправляющих отключение электроэнергии, он сообщает о случившемся охраннику Фрэнку Уиллсу, непреднамеренно инициировав Уотергейтский скандал, который привёл к отставке Никсона в августе 1974 года. В том же году Форрест был с честью уволен из армии в звании сержанта.

### Капитан судна для ловли креветок
По возвращении в августе 1974 года Гамп обнаружил, что его дом в Гринбоу заполнен памятными вещами, принесшими ему известность во время выступления в Китае. По настоянию матери Форрест заработал 25 000 долларов, одобрив бренд ракеток для пинг-понга, и использовал большую часть денег, чтобы отправиться в родной город Баббы и купить лодку. Когда кто-то говорит ему, что лодка без имени к неудаче, Форрест называет её Дженни. Форрест надеется, что Дженни живет счастливую жизнь. В то же время оказывается, что Дженни стала наркоманкой, ведёт сексуально распущенную жизнь и даже подумывает о самоубийстве.
Лейтенант Дэн становится первым помощником Гампа, как и обещал в новогоднюю ночь. В течение нескольких недель им не удавалось поймать креветок. Однако всё изменилось, когда местность, где они занимались ловлей, была поражена ураганом Кармен. Лодка Форреста осталась единственной уцелевшей и они оказались монополистами в креветочном бизнесе. Вскоре под названием «Bubba Gump Shrimp Company» они стали очень богатыми. Видимо, столкнувшись со своими демонами во время шторма, лейтенант Дэн поблагодарил Форреста за спасение его жизни во Вьетнаме, и Форрест предполагает, что Дэн (не говоря ему об этом) заключил мир с Богом.

### Возвращение в Алабаму
В сентябре 1975 года Форрест вернулся домой в Гринбоу, когда узнал, что его мать умирает от рака. После её смерти Форрест остаётся дома и оставляет креветочный бизнес в руках лейтенанта Дэна. Он начинает косить траву и газоны, что, по-видимому, ему нравится. Между тем лейтенант Дэн поучаствовал в значительных инвестициях в фирму, которую Гамп назвал «какая-то фруктовая компания». В действительности, компанией оказывается ещё неоперившаяся «Apple Computer». Деньги, которые он получил от инвестиций в «Apple Computer», Форрест потратил на ремонт церкви, которую он часто посещает, создание медицинского центра в родном городе Баббы и предоставив его семье инвестиционные деньги Баббы, которых достаточно, чтобы они никогда не работали.
Дженни вернулась в Гринбоу и пошла к Форресту. Они проводят время вместе, позже он описывает его как «самое счастливое время его жизни». Однажды они приходят мимо заброшенного дома, принадлежавшего отцу Дженни. На мгновение она пристально смотрит на него, а затем начинает бросать в него камни, пока не падает в отчаянии, и теперь Форрест действительно понимает, какие испытания она пережила в детстве. Ночью 4 июля 1976 года Форрест просит Дженни выйти за него замуж, но она отказывает ему, говоря: «Ты не должен жениться на мне, Форрест». Форрест отвечает: «Почему ты не любишь меня, Дженни? Я не умный человек, но я знаю, что такое любовь». После этого разговора она приходит в спальню Форреста, говорит ему, что любит его, и они занимаются любовью. На следующее утро Дженни вызывает такси и уезжает, прежде чем он проснётся.

### Бег
Одиночество заставляет Форреста бежать «без особых причин». Сначала он решает бежать до конца дороги, затем через город, затем через округ, затем всю дорогу до границы с Миссисипи. В конце концов, он пересекает страну несколько раз в течение трёх лет. Форрест привлекает внимание средств массовой информации и своими действиями вдохновляет десятки последователей. Тем временем Дженни устроилась на работу официанткой в Саванне, штат Джорджия, и узнала из новостей о забегах Форреста. Во время бега он помогает придумать известный слоган «Shit happens» человеку, делающему наклейки на бамперы, когда вступает в кучу собачьего помёта и произносит «It happens». Он также использует жёлтую майку, поданную ему дизайнером, чтобы вытереть лицо, что, в итоге, формирует логотип «Smiley face», Гамп отдаёт футболку дизайнеру и говорит: «Хорошего дня» (Have a nice day). Однажды, во время бега в по Западу США, Форрест внезапно останавливается, его последователи также останавливаются и ожидают, что он произнесёт слова мудрости, но вместо этого он просто объявляет, что он устал, затем оборачивается и возвращается в Алабаму, оставляя своих последователей ошарашенным своим внезапным решением.

### Наши дни
Нас возвращают в наши дни (в фильме нашими днями является 1981 год, что можно определить по телевизионным кадрам о покушении на Рейгана). Форрест рассказывает своему последнему компаньону на скамейке, пожилой женщине, что он недавно получил письмо от Дженни с просьбой приехать к ней. Когда Гамп называет её адрес, старушка сообщает ему, что он находится всего в нескольких кварталах. Поблагодарив её, Форрест бежит к дому Дженни.
Форрест и Дженни рады видеть друг друга. Однако, прежде чем они смогут многое наверстать, Гамп знакомится с маленьким сыном Дженни, которого она назвала Форрестом "в честь отца". Гамп сначала думает, что она встретила другого человека по имени Форрест, пока она не объясняет ему: «Ты его папа, Форрест». Дженни быстро развеивает опасения Форреста о малом интеллекте сына, говоря что он абсолютно нормальный, более того, "самый умный в классе". Форрест узнает, что Дженни больна неизвестным вирусом (подразумевается как ВИЧ, так и гепатит C, поскольку в то время оба были неизвестными заболеваниями), который не имеет известного лечения. Он предлагает ей с сыном вернуться домой и остаться с ним. Она просит его жениться на ней, и он соглашается.
Свадьба Форреста и Дженни — это тихая церемония, в которой участвуют только несколько друзей и близких. Среди участников — лейтенант Дэн, который приобрёл себе титановые ножные протезы, со своей вьетнамской невестой Сьюзан. Это единственный раз, когда встречаются Дженни и Дэн. Форрест, Дженни и младший Форрест прожили год вместе, прежде чем Дженни умерла. Форрест похоронил её под деревом, где они играли в детстве, а затем покупает дом, где она жила с отцом и сносит его. Хотя он очень скучает по Дженни, Форрест становится хорошим отцом.
Однажды, посетив могилу Дженни в 1982 году, он размышляет над идеей судьбы, задаваясь вопросом, прав ли лейтенант Дэн о людях, имеющих свою судьбу, или его мать была права, описывая жизнь как случайное парение на ветру. В конце концов, он решает: «Может быть, и то, и другое правда, и происходит одновременно». Он оставляет Дженни письмо от сына и говорит ей: «Если тебе что-нибудь понадобится, я буду недалеко».
В последней сцене мы видим как Форрест провожает сына на школьный автобус и говорит ему, что любит его, на что получает аналогичный ответ.

## Отличия от романа

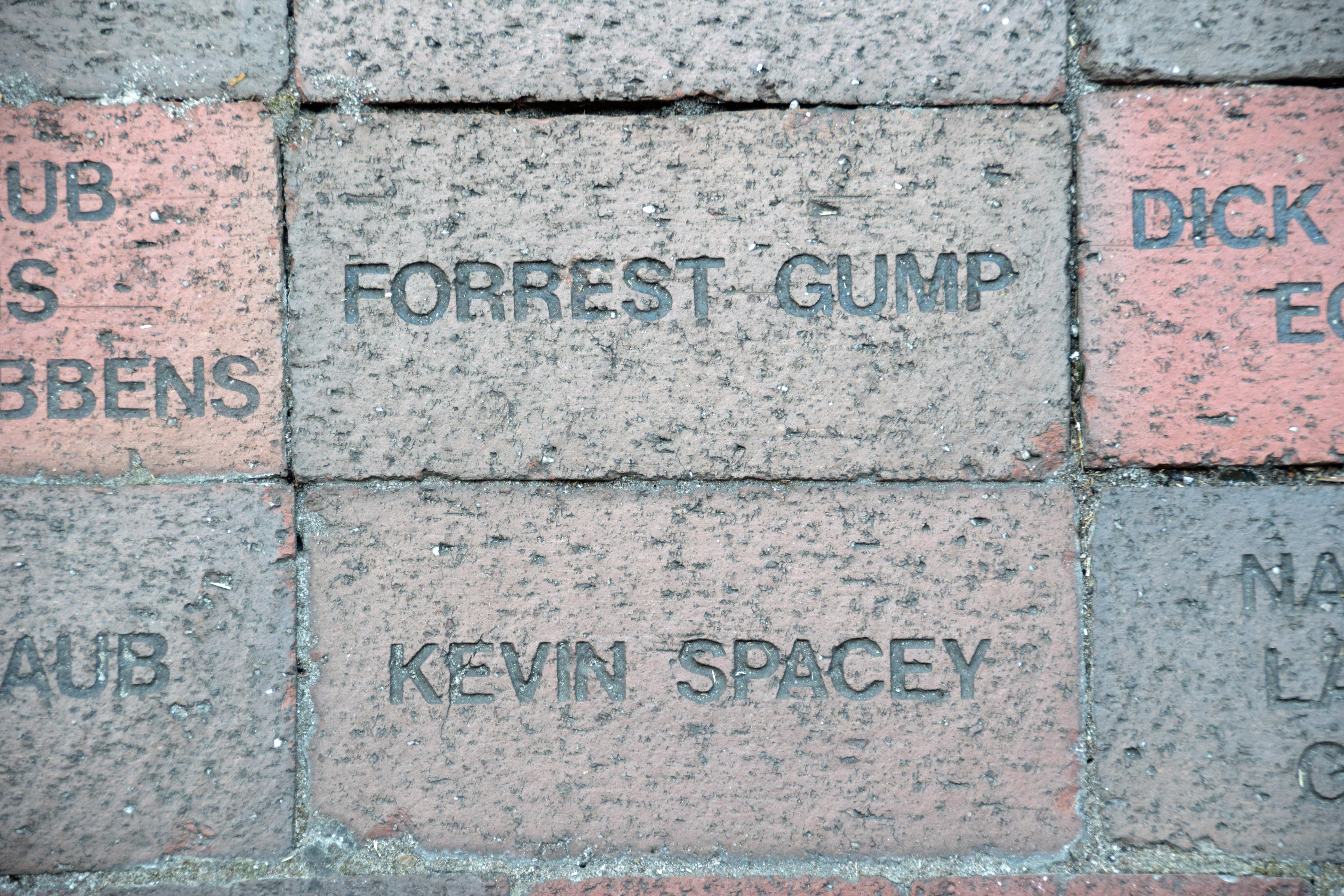
Кирпич Форреста Гампа перед театром Лукаса в Саванне, штат Джорджия, США

Изображение Форреста в оригинальном романе заметно отличается от того, как он изображён в фильме. В романе Форрест показан несколько циничным и абразивным, в то время как в фильме он более спокойный и наивный. Также в романе Форрест не так невинен, как в фильме: он употребляет наркотики и занимается сексом; в экранизации всё это перенесено в образ Дженни. Роман также описывает его как умного с необыкновенным талантом в математике (что показано, когда он указывает точное количество времени в годах, месяцах, днях и часах, которые он провёл по всей стране).
Другие отличия фильма от романа включают смерть матери Форреста и его жены Дженни, ни одна из которых не умерла в книге. Пока в фильме он бегает по стране уже более трёх долгих лет, роман отправляет его в космос, а затем — в Новую Гвинею, где он попадает в ловушку племени людоедов.
В книге Форрест участвует в нескольких приключениях, не вошедших в фильм, в том числе спасает утопающего Мао Цзэдуна, летит в космос, играет на гармонике в группе «Cracked Eggs» (Треснувшие яйца), становится профессиональным реслером по прозвищу «The Dunce» (Раздолбай, Тупица, Болван) и баллотируется в Сенат США (с рекламным слоганом «We Got to Pee», что переводится как «Мы хотим писать»).
Некоторые моменты, напротив, есть в фильме, но отсутствуют в романе, например, скобы на ногах Форреста в детстве и его забег через страну.
Роман также рассказывает дополнительную предысторию о его отце. Выясняется, что он был грузчиком в «United Fruit Company». Он погиб, когда на него упал ящик с бананами, который грузили на корабль.